# Snovídky
Snovídky település Csehországban, Vyškovi járásban. Snovídky Nemotice, Nesovice, Nevojice és Mouchnice településekkel határos. Lakosainak száma 333 fő (2024. január 1.).

## Népesség
A település lakosságának változását az alábbi diagram mutatja:
| Lakosok száma | 332  | 485  | 567  | 510  | 451  | 348  | 356  | 334  | 317  | 333  |
|               | 1869 | 1900 | 1921 | 1961 | 1980 | 2011 | 2016 | 2019 | 2021 | 2024 |